# Bloedrode kniptor
De bloedrode kniptor, ook wel bloedrode dennenkniptor (Ampedus sanguineus) is een kever uit de familie van de kniptorren (Elateridae).

## Kenmerken
De soort is te herkennen aan het voor kniptorren plat en zeer langwerpig lichaam, en verder de bloedrode dekschilden op het achterlijf en diepzwarte kop, borststuk en poten. De pootjes en tasters kunnen volledig onder het schild worden teruggetrokken, bij verstoring houdt de kever zich dood. Het borsststuk is glanzend, de dekschilden zijn in de lengte gegroefd. De maximale lengte is ongeveer 12 tot 17 millimeter. 

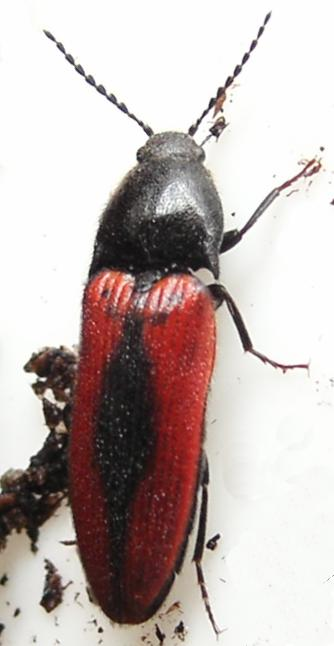
De sterk gelijkende Ampedus sanguinolentus heeft een zwarte vlek op de dekschilden

### Vergelijkbare soorten
Van de ongeveer dertig andere Ampedus-soorten is de bloedrode kniptor niet altijd goed te onderscheiden, maar er zijn ook soorten die er totaal niet op lijken. A. elegantulus is meer geel van kleur en heeft een zwarte achterlijfspunt, A. sanguinolentus (afgebeeld) heeft een zwarte vlek op het midden van de rug, A. nigrinus is geheel zwart van kleur en A. rubricus heeft een zwarte kleur maar rode kop.

## Leefwijze
De larve of ritnaald is erg lang en smal en leeft niet onder de grond zoals de meeste ritnaalden, maar leeft de eerste tijd van rottend hout. Zowel eiken, de beuk als naaldbomen zijn geschikt. Later schakelt de larve over op een totaal ander menu; andere insectenlarven en -poppen, vooral die van boktorren. 
De volwassen kever is in bossen op bloemen te vinden, vooral die van schermbloemigen. Als het kevertje op zijn rug komt te liggen, heeft het daar een interessante oplossing voor. Ze krommen zichzelf op totdat alleen de voorzijde van het halsschild en de achtereinden van de dekschilden op de grond rusten. Dan strekken ze zichzelf met een klikkend geluid en springen op in de lucht. Dit herhalen ze net zo lang totdat ze weer op hun pootjes terecht komen.

## Voorkomen
De bloedrode kniptor komt voor in Europa en Azië in bosrijke gebieden met dood en rottend hout.